# Efectul vederii de ansamblu

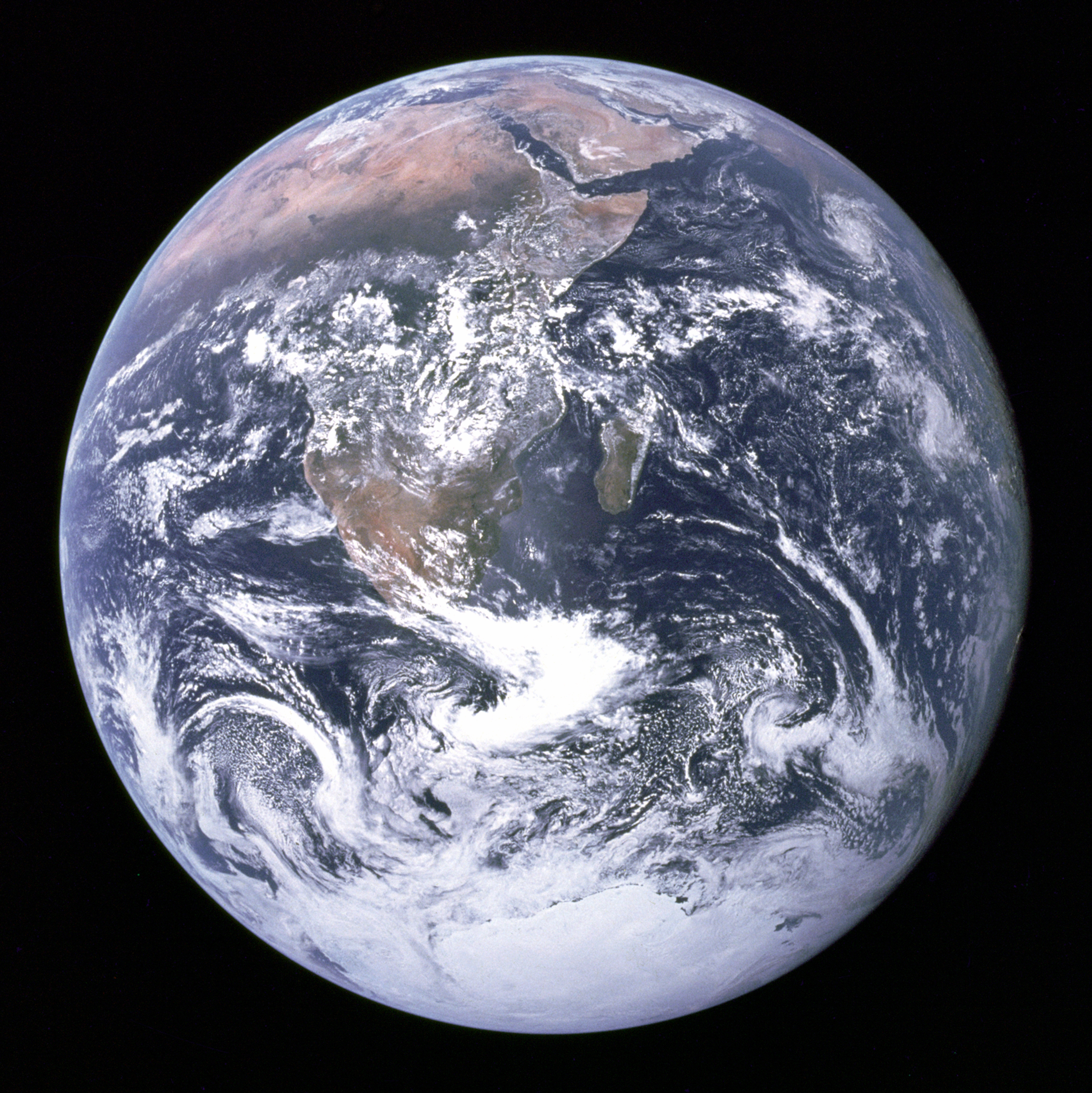
Pământul, imaginea Blue Marble văzută din Apollo 17, pe 7 decembrie 1972

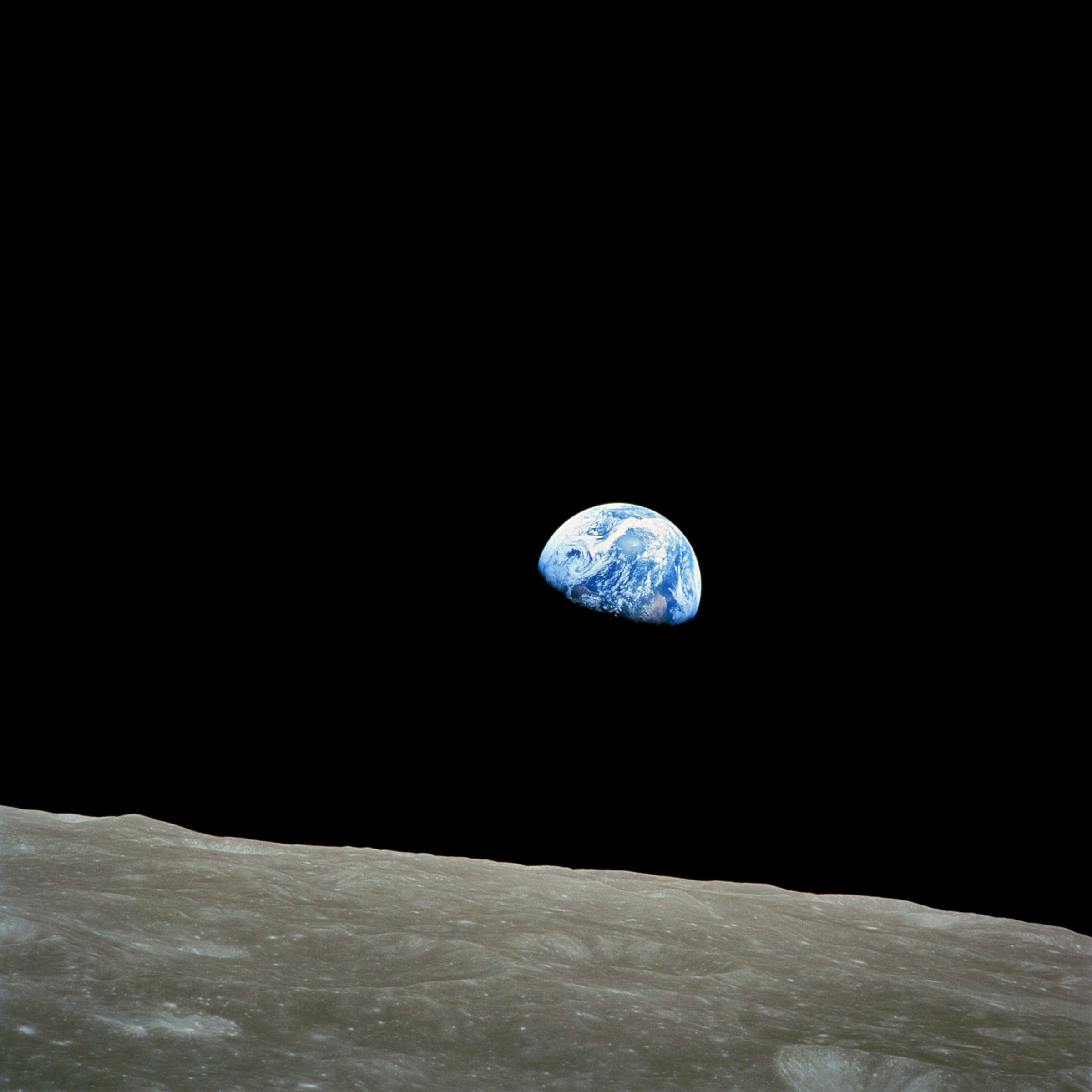
Răsăritul Pământului

Efectul vederii de ansamblu este o schimbare cognitivă în conștiință, raportată de unii astronauți și cosmonauți în timpul zborurilor spațiale, de multe ori în timp ce vizualizau Pământul de pe orbită sau de pe suprafața Lunii.
Aceasta se referă la experiența de a vedea pentru prima oara Pământul din spațiu, care este imediat înțeleasă ca fiind o mică și fragilă minge de viață, ce atârnă în vid, protejată și hrănită de atmosfera subțire precum o foaie de hârtie. Din spațiu, astronauții ne spun, că granițele naționale dispar, conflictele care despart oamenii devin mai puțin importante, iar necesitatea de a crea o societate planetară cu dorința unită de a proteja acest "punct albastru pal" devine atât de evidentă și imperativă.
Observatori de a treia mână a acestor persoane pot relata, de asemenea, o diferență notabilă în atitudine. Astronauții Rusty Schweikart, Edgar Mitchell, Tom Jones, Chris Hadfield și Mike Massimino, relatează cu toții că au experimentat acest efect.
Termenul și conceptul au fost inventat în 1987 de către Frank White, care le-a explorat în cartea sa The Overview Effect — Space Exploration and Human Evolution (Houghton-Mifflin, 1987), (AIAA, 1998).
În 2012 a fost lansat documentarul «Overview», dedicat efectului de observare a Pământului din spațiu de către astronauții Edgar Mitchell, Ron Garan, Nicole Stott, Jeffrey Hoffman și Robert Kimbrough.

## Vezi și
- Effect of spaceflight on the human body
- Cognitive shift
- Spaceship Earth